# 暴太郎戦隊ドンブラザーズ THE MOVIE 新・初恋ヒーロー
『暴太郎戦隊ドンブラザーズ THE MOVIE 新・初恋ヒーロー』（あばたろうせんたいドンブラザーズ ザ ムービー しんはつこいヒーロー）は、2022年7月22日より東映系で公開された日本の映画作品。タイトルロゴは『暴太郎戦隊ドンブラザーズ THE MOVIE 新♡初恋ヒーロー』と表記されており、書籍によってはこちらに準じている。
同時上映は『劇場版 仮面ライダーリバイス バトルファミリア』『お昼のショッカーさん THE ムービィー』。
キャッチコピーは「ライダーなどお供にもならん！主役は俺たちがもらった！」。

## 概要
『暴太郎戦隊ドンブラザーズ』の単独劇場作品。
映画ゲストには過去東映特撮に縁のある俳優がキャスティングされ、島崎和歌子は『魔法少女ちゅうかないぱねま!』のいぱねま役、姜暢雄は『忍風戦隊ハリケンジャー』の霞一鍬/クワガライジャー役、岸田里佳は『鳥人戦隊ジェットマン』の鹿鳴館香/ホワイトスワン役をそれぞれ演じていた。
時系列としては、テレビシリーズドン20話からドン21話の間の話で、ドン20話は本作品の前日譚となっており、三枝玲子（島崎和歌子）は映画に先行して声のみ出演している。本作品公開時点ではスピンオフドラマを除いてテレビシリーズでは描かれていなかった5人全員での名乗りシーンは、本作品で初披露となる。
監督の田﨑は、本作品で初めてスーパー戦隊の映画を手掛ける。
7月23-24日の国内映画ランキング（全国週末興行成績・興行通信社提供）で初週第4位となった。

## 制作
プロデューサーの白倉は、「強敵が現れて苦戦するも、みんなで力を合わせて逆転勝利」という内容が多い王道のヒーロー映画は、同時上映の『リバイス』がそういう話になることから、本作品は『リバイス』の前に上映されるため、前座らしい賑やかしをして『リバイス』を見に来た観客が『ドンブラザーズ』ってこういうものであると印象付けるようにしたという。
監督の田﨑は、『リバイス』とは異なる構成にするため、井上の持ってきたプロットを基に『ドンブラザーズ』らしさを出すにはどうしたらいいかを考えた上で、本作品が決まっていったという。
また、『蒲田行進曲』や『カメラを止めるな!』、『キネマの天地』などといった映画を劇中で撮影するという入れ子の構造の作品は、参考にしたわけではないが、いずれの作品も見終わった後に劇場を良い気持ちで出た思い出があるため、見てくれた人がそういう気持ちになれればいいと思いながら作ったという。「映画の中の映画」では歴史的にヘンな俳優が登場することが多いため、『新・初恋ヒーロー』のタロウやはるかはそれらが元ネタになっているという。
配達先のおばさん役で出演する岸田里佳は、監督の田﨑がたまたま観に行った舞台に出演しており、井上敏樹がメインライターを務めていた『鳥人戦隊ジェットマン』に出演していた岸田に声をかけたという。
映画の中に映画があると、フィクションのレイヤーが2つあるため、画面の表現で子供にもわかるようにしている。
冒頭で、新人女優賞を獲得したはるか、というくだりはテレビシリーズドン1話とドン9話の反復になっている。

## ストーリー
桃井タロウたち5人は映画プロデューサーの三枝玲子から映画『新・初恋ヒーロー』の主役にスカウトされる。
鬼頭はるかにとって、この映画が自分に盗作疑惑を被せた漫画家が原作を務める作品であったことから、盗作疑惑の真偽をはっきりとさせるために出演を快諾し、黒岩監督の指揮の下、撮影が始まる。だがそこに五色田介人や脳人が出演者として加わり、さらにストーリーも黒岩の現場指揮で次々と物語性が変化していき、台本から外れていくのであった。

## 登場人物
三枝 玲子（）
映画プロデューサー。タロウたち5人を『新・初恋ヒーロー』の主役にスカウトする。
黒岩監督（） / 忍風鬼
リアル志向な作風の映画監督。良い映画を作りたいという欲望から忍風鬼となる。
椎名 ナオキ（）
はるかに盗作疑惑を被せた漫画『新・初恋ヒーロー』の原作者。映画の完成披露試写会にウサギの着ぐるみ姿で来場。
テレビシリーズドン22話・ドン43話にも登場。ドン43話でその正体が別時空の未来から来た鬼頭はるかであることが判明し、別時空の自分と同一であることが発覚しないようにウサギの着ぐるみを着ていた。
結木 かおり（）
配達先のおばさん。北海道に嫁いだ娘が作ったトウモロコシをタロウによって届けられた。

## 本作品オリジナルの怪人
忍風鬼（）
黒岩監督の欲望から生まれたヒトツ鬼。水色のメガホン・トリプルパジェットを通して叫ぶことでその言葉通りに敵を動かす。強引に気に入った人間をスカウトし、エキストラとして召喚・使役する。
- 白土三平の『ワタリ』をイメージしており、「旋風」のイメージを同作品の独特な髪型に重ね、映画のフィルムの要素も混ぜて構成している。フィルムが燃えやすいことから、最終的に炎のイメージを加えている。トリプルパジェットはメガホン、フィルムカメラ、カチンコがモチーフとなっている。

## 本作品のオリジナル用語・アイテム
新・初恋ヒーロー
椎名ナオキ原作、黒岩監督による実写映画。主人公は一文字 ヒロ（）、ヒロインは道明寺 ハナコ（）。当初は一文字ヒロ役にはソノイ、道明寺ハナコ役にはソノニが起用されていたが、黒岩の要望からドンブラザーズの5人が浮上し、桃井タロウが一文字ヒロ、鬼頭はるかが道明寺ハナコ役に起用された。自称リアル志向である監督の現場判断でストーリー改変も厭わないという意向により、内容はどんどん泥沼化していく。
- 一文字ヒロはぺこぱの松陰寺太勇と『今日から俺は!!』の三橋、道明寺ハナコは『オペラ座の怪人』のカルロッタをイメージしている。台本にはもともと「下手」という設定で、はるかは「明らかに女優という仕事を誤解している人」で、女優がするメイクとして、とても濃いメイクを自分でしている。タロウもいろんなことを上手くできるが、タロウ的には上手くできているつもりとして下手くそな芝居をしている。

アバタロウギア ハリケンジャー
忍風鬼を倒し手に入れた忍風戦隊ハリケンジャーの力を持つアバタロウギア。

## キャスト
- 桃井タロウ / ドンモモタロウ - 樋口幸平
- 猿原真一 / サルブラザー - 別府由来
- 鬼頭はるか / オニシスター - 志田こはく
- 犬塚翼 / イヌブラザー - 柊太朗
- 雉野つよし / キジブラザー - 鈴木浩文
- 桃谷ジロウ / ドンドラゴクウ / ドントラボルト - 石川雷蔵
- 五色田介人 / ゼンカイザーブラック - 駒木根葵汰
- ソノイ - 富永勇也
- ソノニ - 宮崎あみさ
- ソノザ - タカハシシンノスケ
- 三枝玲子 - 島崎和歌子
- 黒岩監督 - 姜暢雄
- 配達先のおばさん - 岸田里佳
- 記者 - 後藤公太
- 教師 - 村岡弘之
- 女子生徒 - 田畑渚
- 天女 - 渡辺望、井田彩花、河北夢音

### スーツアクター
- ドンモモタロウ[17] - 浅井宏輔
- サルブラザー[19] - 竹内康博
- 下園愛弓
- イヌブラザー[20] - 岡田和也
- キジブラザー[20] - 高田将司
- 伊藤茂騎
- 森博嗣
- 清家利一
- 齊藤謙也
- 大林勝
- 井口尚哉
- 坂梨由芽
- 渡辺実
- 神尾直子
- 富永研司
- 伊藤俊
- 神前元
- 藤田洋平
- 久田悠貴
- 塚越靖誠
- 五十嵐睦美
- 清水麟太郎
- 米岡孝弘
- 岡田ひかる
- 宇佐美紗風
- 小泉丞
- 奈良充樹
- 大夢
- 杉森功明
- 福田楓
- 大塚優希
- 安藤奈津美
- 石飛雄太
- 堀田慶斗
- 本多翼
- 寺田涼夏
- 渡邊海斗
- 高嵜百花
- 中川和貴
- 久松宥希
- 本田光騎
- 安川桃香
- 佐藤丈
- 本間汐梨
- 山口真弥
- 鈴木大樹
- 佐伯啓
- 兵藤結也
- 関川正隆
- 上平田結花
- 草野伸介
- 松本直也

## スタッフ
- 原作 - 八手三郎
- Special Thanks - 石ノ森章太郎
- 脚本 - 井上敏樹
- 音楽 - 山下康介
- 製作 - 手塚治（東映）、西新（テレビ朝日）、高木勝裕（東映アニメーション）、與田尚志（東映ビデオ）、野田孝寛（ADKエモーションズ）、村松秀信（東映エージエンシー）、古澤圭亮（バンダイ）
- 企画 - 金子保之（東映）、三輪祐見子（テレビ朝日）、鈴木篤志（東映アニメーション）、加藤和夫（東映ビデオ）、志村章（ADKエモーションズ）、清水啓司（東映エージエンシー）、大矢陽久（バンダイ）
- 撮影 - 上赤寿一
- 美術 - 岡村匡一
- 録音 - 中山寿範
- 編集 - 金田昌吉
- スクリプター - 國米美帆
- 助監督 - 茶谷和行
- 制作担当 - 吉川和也
- ラインプロデューサー - 佐々木幸司
- 劇場版「リバイス・ドンブラザーズ」製作委員会（東映、テレビ朝日、東映アニメーション、東映ビデオ、ADKエモーションズ、東映エージエンシー、バンダイ）
- 制作プロダクション - 東映テレビ・プロダクション
- プロデューサー - 白倉伸一郎（東映）、井上千尋（テレビ朝日）、矢田晃一・深田明宏（東映エージエンシー）
- アクション監督 - 福沢博文
- 監督 - 田﨑竜太

## 主題歌
「俺こそオンリーワン（Movieサイズ）」
作詩 - 及川眠子 / 作曲・編曲 - フワリ / 歌 - MORISAKI WIN

## 映像ソフト化
2022年12月7日発売。Blu-ray / DVDでリリース。
- 暴太郎戦隊ドンブラザーズ THE MOVIE 新・初恋ヒーロー 通常版（DVD1枚組）
  - 音声特典
    - バリアフリー日本語音声ガイド

  - 映像特典
    - 特報・劇場予告
- 暴太郎戦隊ドンブラザーズ THE MOVIE 新・初恋ヒーロー コレクターズパック（Blu-ray1枚組）
  - 音声特典
    - バリアフリー日本語音声ガイド

  - 映像特典
    - メイキング
    - 公開記念舞台挨拶
    - 「NO MORE 映画泥棒」コラボ映像
    - お昼のショッカーさん THE ムービィー
    - 特報・劇場予告
    - PR集
    - ドンデータファイル
    - ポスターギャラリー

  - 初回限定特典
    - 『新・初恋ヒーロー』オリジナルフォトカード

## 他媒体展開

### 鈴木浩文初監督作品『劇場版CM』
2022年7月24日に東映特撮YouTube Officialで配信された短編ドラマ。Web番組『ドンチャン！』で企画された鈴木浩文の監督・脚本によるCMドラマ。
キャスト
- 富永 - 富永勇也
- 別府 - 別府由来
- 新❤初恋ヒーロー - 宮崎あみさ

スタッフ
- 撮影 - 志田こはく、石川雷蔵
- 照明 - 石川雷蔵、別府由来
- 録音 - 柊太朗
- ヘアメイク応援 - 宮崎あみさ
- スクリプター - 新田桃子
- 助監督 - 樋口幸平、石川雷蔵
- プロデューサー - タカハシシンノスケ
- 脚本・監督・編集 - 鈴木浩文